# Championnat du monde de hockey sur glace 2006
Navigation
Autriche 2005 Russie 2007
Le Championnat du monde de hockey sur glace 2006 est une compétition internationale de hockey sur glace du Championnat du monde de hockey qui a lieu au mois de mai 2006 à Riga en Lettonie. Ce fut la 70e présentation annuelle de l'événement présenté par la Fédération internationale de hockey sur glace (IIHF). 
Une des conditions que la Lettonie devait accomplir était de construire une nouvelle enceinte capable d'accueillir les championnats, la Suède était l'organisateur au cas où celle-ci ne serait pas construite à temps. Mais finalement c'est la Lettonie qui organise ce championnat. C'est le premier pays de l'ex-Union soviétique à organiser cet événement après la Russie.

## Résultats du championnat

### Tour préliminaire

#### Groupe A
|          | PJ | V | D | N | BP | BC | Pts |
| -------- | -- | - | - | - | -- | -- | --- |
| Finlande | 3  | 2 | 0 | 1 | 13 | 6  | 5   |
| Tchéquie | 3  | 1 | 0 | 2 | 9  | 8  | 4   |
| Lettonie | 3  | 1 | 1 | 1 | 6  | 7  | 3   |
| Slovénie | 3  | 0 | 3 | 0 | 8  | 16 | 0   |

| 5 mai | Finlande | 5-3 | Slovénie | Riga Arena |

| Feuille de match | Feuille de match | Feuille de match | Feuille de match                                                                        | Feuille de match |
| ---------------- | --- | ---------------- | --------------------------------------------------------------------------------------- | ---------------- |
|                  | T. Kallio — 17 min 7 s (SN) A. Miettinen — 25 min 3 s (SN) S. Bergenheim — 37 min 44 s T. Kallio — 41 min 56 s (SN) M. Lehtonen — 53 min 16 s (SN) |                  | A. Kranjc — 7 min 10 s (SN) A. Kopitar — 14 min 41 s (SN) A. Kopitar — 27 min 21 s (SN) |                  |
|                  | |                  |                                                                                         |                  |
|                  | |                  |                                                                                         |                  |
|                  | |                  |                                                                                         |                  |

|  | Lettonie | 1-1 | République tchèque | Riga Arena |

| Feuille de match | Feuille de match         | Feuille de match | Feuille de match         | Feuille de match |
| ---------------- | ------------------------ | ---------------- | ------------------------ | ---------------- |
|                  | A. Sirokovs — 6 min 22 s |                  | D. Výborný — 19 min 32 s |                  |
|                  |                          |                  |                          |                  |
|                  |                          |                  |                          |                  |
|                  |                          |                  |                          |                  |

| 7 mai | République tchèque | 5-4 | Slovénie | Riga Arena |

| Feuille de match | Feuille de match | Feuille de match | Feuille de match                                                                                      | Feuille de match |
| ---------------- | --- | ---------------- | --- | ---------------- |
|                  | T. Plekanec — 1 min 9 s J. Balaštík — 3 min 4 s (SN) M. Erat — 10 min 35 s (SN) Z. Michálek — 13 min 23 s (SN) Z. Michálek — 24 min 28 s (SN) |                  | E. Muric — 14 min 13 s M. Sotlar — 20 min 24 s (SN) A. Kranjc — 34 min 54 s T. Razingar — 59 min 59 s |                  |
|                  | |                  | |                  |
|                  | |                  | |                  |
|                  | |                  | |                  |

|  | Finlande | 5-0 | Lettonie | Riga Arena |

| Feuille de match | Feuille de match | Feuille de match | Feuille de match | Feuille de match |
| ---------------- | --- | ---------------- | ---------------- | ---------------- |
|                  | J. Viuhkola — 24 min 32 s (SN) T. Kallio — 35 min 2 s V. Peltonen — 48 min 38 s (SN) A. Berg — 51 min 51 s (SN) J. Rita — 55 min 10 s |                  |                  |                  |
|                  | |                  |                  |                  |
|                  | |                  |                  |                  |
|                  | |                  |                  |                  |

| 9 mai | Slovénie | 1-5 | Lettonie | Riga Arena |

| Feuille de match | Feuille de match      | Feuille de match | Feuille de match | Feuille de match |
| ---------------- | --------------------- | ---------------- | --- | ---------------- |
|                  | M. Šivic — 5 min 35 s |                  | A. Semjonovs — 24 min 15 s M. Cipulis — 28 min 20 s A. Jerofejevs — 29 min 51 s (SN) L. Tambijevs — 37 min 51 s H. Vasiļjevs — 50 min 6 s (2 SN) |                  |
|                  |                       |                  | |                  |
|                  |                       |                  | |                  |
|                  |                       |                  | |                  |

|  | République tchèque | 3-3 | Finlande | Riga Arena |

| Feuille de match | Feuille de match                                                           | Feuille de match | Feuille de match                                                                   | Feuille de match |
| ---------------- | -------------------------------------------------------------------------- | ---------------- | ---------------------------------------------------------------------------------- | ---------------- |
|                  | M. Erat — 2 min 28 s (SN) J. Balaštík — 2 min 58 s J. Hlaváč — 34 min 41 s |                  | L. Kukkonen — 8 min 19 s (SN) A. Berg — 40 min 30 s (SN) P. Nummelin — 58 min 43 s |                  |
|                  |                                                                            |                  |                                                                                    |                  |
|                  |                                                                            |                  |                                                                                    |                  |
|                  |                                                                            |                  |                                                                                    |                  |

#### Groupe B
|         | PJ | V | D | N | BP | BC | Pts |
| ------- | -- | - | - | - | -- | -- | --- |
| Suède   | 3  | 2 | 0 | 1 | 12 | 6  | 5   |
| Suisse  | 3  | 2 | 0 | 1 | 9  | 6  | 5   |
| Ukraine | 3  | 1 | 2 | 0 | 7  | 8  | 2   |
| Italie  | 3  | 0 | 3 | 0 | 3  | 11 | 0   |

| 6 mai, 2006 | Suisse | 3-1 | Italie | Skonto Arena |

| Feuille de match | Feuille de match                                                            | Feuille de match | Feuille de match        | Feuille de match |
| ---------------- | --------------------------------------------------------------------------- | ---------------- | ----------------------- | ---------------- |
|                  | I. Rüthemann 44 min 56 s P. Dellarossa 52 min 31 s M.Pluss 59 min 40 s (EN) |                  | A. Iob 30 min 18 s (SN) |                  |
|                  |                                                                             |                  |                         |                  |
|                  |                                                                             |                  |                         |                  |
|                  |                                                                             |                  |                         |                  |

|  | Ukraine | 2-4 | Suède | Skonto Arena |

| Feuille de match | Feuille de match                                      | Feuille de match | Feuille de match                                                                                               | Feuille de match |
| ---------------- | ----------------------------------------------------- | ---------------- | --- | ---------------- |
|                  | K. Kasianchuk 19 min 16 s (SN) A. Mikhnov 34 min 55 s |                  | F. Emwall 17 min 55 s (SN) F. Emwall 20 min 50 s (SN) A. Karlsson 38 min 55 s (SN) M. Hannula 46 min 38 s (SN) |                  |
|                  |                                                       |                  | |                  |
|                  |                                                       |                  | |                  |
|                  |                                                       |                  | |                  |

| 8 mai, 2006 | Suisse | 2-1 | Ukraine | Skonto Arena |

| Feuille de match | Feuille de match                                    | Feuille de match | Feuille de match       | Feuille de match |
| ---------------- | --------------------------------------------------- | ---------------- | ---------------------- | ---------------- |
|                  | G. Bezina 9 min 57 s (SN) A. Ambuhl 18 min 6 s (DN) |                  | A. Mikhnov 33 min 54 s |                  |
|                  |                                                     |                  |                        |                  |
|                  |                                                     |                  |                        |                  |
|                  |                                                     |                  |                        |                  |

|  | Suède | 4-0 | Italie | Skonto Arena |

| Feuille de match | Feuille de match                                                                                            | Feuille de match | Feuille de match | Feuille de match |
| ---------------- | --- | ---------------- | ---------------- | ---------------- |
|                  | A. Karlsson 14 min 2 s (SN) J. Lundqvist 16 min 0 s (SN) K. Jönsson 22 min 36 s (SN) K. Jönsson 47 min 19 s |                  |                  |                  |
|                  | |                  |                  |                  |
|                  | |                  |                  |                  |
|                  | |                  |                  |                  |

| 10 mai, 2006 | Italie | 2-4 | Ukraine | Skonto Arena |

| Feuille de match | Feuille de match                                      | Feuille de match | Feuille de match                                                                                              | Feuille de match |
| ---------------- | ----------------------------------------------------- | ---------------- | --- | ---------------- |
|                  | G. Busillo 32 min 25 s C. Borgatello 55 min 38 s (SN) |                  | K. Kasianchuk 14 min 54 s (SN) R. Salnikov 21 min 8 s (SN) I. Gunko 51 min 11 s Y. Dyachenko 57 min 56 s (EN) |                  |
|                  |                                                       |                  | |                  |
|                  |                                                       |                  | |                  |
|                  |                                                       |                  | |                  |

|  | Suède | 4-4 | Suisse | Skonto Arena |

| Feuille de match | Feuille de match                                                                                   | Feuille de match | Feuille de match                                                                               | Feuille de match |
| ---------------- | -------------------------------------------------------------------------------------------------- | ---------------- | ---------------------------------------------------------------------------------------------- | ---------------- |
|                  | H. Zetterberg 13 min 34 s H. Zetterberg 44 min 11 s J. Matsson 44 min 37 s A. Karlsson 51 min 16 s |                  | V. Wirz 23 min 19 s (SN) R. Sannitz 45 min 2 s I. Rüthemann 51 min 35 s R. Sannitz 56 min 44 s |                  |
|                  | |                  |                                                                                                |                  |
|                  | |                  |                                                                                                |                  |
|                  | |                  |                                                                                                |                  |

#### Groupe C
|             | PJ | V | D | N | BP | BC | Pts |
| ----------- | -- | - | - | - | -- | -- | --- |
| Russie      | 3  | 3 | 0 | 0 | 17 | 6  | 6   |
| Biélorussie | 3  | 2 | 1 | 0 | 11 | 5  | 4   |
| Slovaquie   | 3  | 1 | 2 | 0 | 10 | 6  | 2   |
| Kazakhstan  | 3  | 0 | 3 | 0 | 2  | 23 | 0   |

| 6 mai, 2006 | Biélorussie | 2-1 | Slovaquie | Riga Arena |

| Feuille de match | Feuille de match                                           | Feuille de match | Feuille de match       | Feuille de match |
| ---------------- | ---------------------------------------------------------- | ---------------- | ---------------------- | ---------------- |
|                  | D. Meleshko 34 min 18 s (SN) O. Antonenko 39 min 27 s (SN) |                  | I. Ciernik 37 min 29 s |                  |
|                  |                                                            |                  |                        |                  |
|                  |                                                            |                  |                        |                  |
|                  |                                                            |                  |                        |                  |

|  | Russie | 10-1 | Kazakhstan | Riga Arena |

| Feuille de match | Feuille de match | Feuille de match | Feuille de match              | Feuille de match |
| ---------------- | --- | ---------------- | ----------------------------- | ---------------- |
|                  | A. Ovetchkine 1 min 36 s (SN) D. Arkhipov 2 min 44 s (SN) K. Gorovikov 10 min 44 s D. Bykov 18 min 48 s (SN) A. Ovetchkine 24 min 13 s E. Malkine 26 min 41 s (DN) A. Ovetchkine 29 min 39 s (SN) A. Siomine 32 min 24 s A. Siomine 44 min 38 s A. Siomine 53 min 52 s (SN) |                  | Y. Koreshkov 17 min 40 s (SN) |                  |
|                  | |                  |                               |                  |
|                  | |                  |                               |                  |
|                  | |                  |                               |                  |

| 8 mai, 2006 | Russie | 3-2 | Biélorussie | Riga Arena |

| Feuille de match | Feuille de match                                                                     | Feuille de match | Feuille de match                                        | Feuille de match |
| ---------------- | ------------------------------------------------------------------------------------ | ---------------- | ------------------------------------------------------- | ---------------- |
|                  | I. Yemeleyev 10 min 57 s (SN) D. Kouliach 43 min 28 s (SN) A. Kharitonov 53 min 19 s |                  | O. Antonenko 21 min 40 s (SN2) A. Makritsky 23 min 28 s |                  |
|                  |                                                                                      |                  |                                                         |                  |
|                  |                                                                                      |                  |                                                         |                  |
|                  |                                                                                      |                  |                                                         |                  |

|  | Slovaquie | 6-0 | Kazakhstan | Riga Arena |

| Feuille de match | Feuille de match | Feuille de match | Feuille de match | Feuille de match |
| ---------------- | --- | ---------------- | ---------------- | ---------------- |
|                  | R. Kapuš 20 min 41 s (SN) T. Surový 34 min 42 s (SN) M. Bartovič 39 min 48 s R. Pavlikovsky 49 min 5 s M. Kovacik 55 min 6 s M. Jurčina 56 min 22 s |                  |                  |                  |
|                  | |                  |                  |                  |
|                  | |                  |                  |                  |
|                  | |                  |                  |                  |

| 10 mai, 2006 | Slovaquie | 3-4 | Russie | Riga Arena |

| Feuille de match | Feuille de match                                                         | Feuille de match | Feuille de match                                                                                          | Feuille de match |
| ---------------- | ------------------------------------------------------------------------ | ---------------- | --- | ---------------- |
|                  | T. Surový 6 min 0 s A. Kollar 9 min 3 s (DN) I. Ciernik 36 min 45 s (SN) |                  | D. Kouliach 3 min 56 s (SN) E. Malkine 17 min 26 s D. Zaripov 27 min 23 s (SN) A. Mikhnov 46 min 2 s (SN) |                  |
|                  |                                                                          |                  | |                  |
|                  |                                                                          |                  | |                  |
|                  |                                                                          |                  | |                  |

|  | Kazakhstan | 1-7 | Biélorussie | Riga Arena |

| Feuille de match | Feuille de match          | Feuille de match | Feuille de match | Feuille de match |
| ---------------- | ------------------------- | ---------------- | --- | ---------------- |
|                  | A. Spiridonov 18 min 57 s |                  | S. Zadelenov 2 min 7 s (SN) S. Zadelenov 29 min 8 s (DN) Y. Chupris 34 min 28 s (SN) V. Kostyuchenok 39 min 25 s (SN) S. Zadelenov 45 min 11 s D. Dudik 46 min 13 s M. Grabovski 48 min 42 s (PS) |                  |
|                  |                           |                  | |                  |
|                  |                           |                  | |                  |
|                  |                           |                  | |                  |

#### Groupe D
|            | PJ | V | D | N | BP | BC | Pts |
| ---------- | -- | - | - | - | -- | -- | --- |
| Canada     | 3  | 3 | 0 | 0 | 14 | 5  | 6   |
| États-Unis | 3  | 2 | 1 | 0 | 7  | 3  | 4   |
| Norvège    | 3  | 1 | 2 | 0 | 8  | 13 | 2   |
| Danemark   | 3  | 0 | 3 | 0 | 6  | 14 | 0   |

| 5 mai, 2006 | États-Unis | 3-1 | Norvège | Skonto Arena |

| Feuille de match | Feuille de match                                                         | Feuille de match | Feuille de match             | Feuille de match |
| ---------------- | ------------------------------------------------------------------------ | ---------------- | ---------------------------- | ---------------- |
|                  | D. Brown 21 min 21 s (SN) D. Brown 45 min 42 s (SN) D. Brown 55 min 46 s |                  | T. Jakobsen 13 min 32 s (SN) |                  |
|                  |                                                                          |                  |                              |                  |
|                  |                                                                          |                  |                              |                  |
|                  |                                                                          |                  |                              |                  |

|  | Danemark | 3-5 | Canada | Skonto Arena |

| Feuille de match | Feuille de match                                                             | Feuille de match | Feuille de match | Feuille de match |
| ---------------- | ---------------------------------------------------------------------------- | ---------------- | --- | ---------------- |
|                  | F. Nielsen 27 min 43 s (DN) J. Nielsen 30 min 46 s (SN) K. Staal 37 min 49 s |                  | B. Boyes 5 min 1 s (SN) S. Crosby 7 min 18 s (SN2) M. Comrie 13 min 41 s S. Crosby 43 min 17 s M. Richards 53 min 9 s |                  |
|                  |                                                                              |                  | |                  |
|                  |                                                                              |                  | |                  |
|                  |                                                                              |                  | |                  |

| 7 mai, 2006 | États-Unis | 3-0 | Danemark | Skonto Arena |

| Feuille de match | Feuille de match                                                  | Feuille de match | Feuille de match | Feuille de match |
| ---------------- | ----------------------------------------------------------------- | ---------------- | ---------------- | ---------------- |
|                  | A. Alberts 20 min 33 s Y. Stastny 26 min 32 s R. Park 52 min 52 s |                  |                  |                  |
|                  |                                                                   |                  |                  |                  |
|                  |                                                                   |                  |                  |                  |
|                  |                                                                   |                  |                  |                  |

|  | Canada | 7-1 | Norvège | Skonto Arena |

| Feuille de match | Feuille de match | Feuille de match | Feuille de match              | Feuille de match |
| ---------------- | --- | ---------------- | ----------------------------- | ---------------- |
|                  | P. Bergeron 8 min 9 s (SN) B. Boyes 8 min 33 s M. Comrie 13 min 35 s S. Crosby 21 min 5 s J. Williams 23 min 0 s (SN) P. Bergeron 31 min 56 s B. Shanahan 33 min 53 s (SN) |                  | P. Thoresen 47 min 42 s (SN2) |                  |
|                  | |                  |                               |                  |
|                  | |                  |                               |                  |
|                  | |                  |                               |                  |

| 9 mai, 2006 | Norvège | 6-3 | Danemark | Skonto Arena |

| Feuille de match | Feuille de match | Feuille de match | Feuille de match                                                               | Feuille de match |
| ---------------- | --- | ---------------- | ------------------------------------------------------------------------------ | ---------------- |
|                  | M. Trygg 16 min 36 s (SN) M. Hansen 28 min 41 s (SN) P. Skrøder 30 min 2 s (SN) P. Thoresen 33 min 34 s (SN) M. Holtet 41 min 8 s T. Vikingstad 59 min 18 s (EN) |                  | M. Green 17 min 30 s (SN) K.Staal 19 min 59 s (SN2) J. Hansen 43 min 43 s (SN) |                  |
|                  | |                  |                                                                                |                  |
|                  | |                  |                                                                                |                  |
|                  | |                  |                                                                                |                  |

|  | Canada | 2-1 | États-Unis | Skonto Arena |

| Feuille de match | Feuille de match                                  | Feuille de match | Feuille de match      | Feuille de match |
| ---------------- | ------------------------------------------------- | ---------------- | --------------------- | ---------------- |
|                  | S. Crosby 29 min 1 s B. Shanahan 47 min 44 s (SN) |                  | P. Kessel 13 min 53 s |                  |
|                  |                                                   |                  |                       |                  |
|                  |                                                   |                  |                       |                  |
|                  |                                                   |                  |                       |                  |

### Tour de qualification
Les 3 premières équipes du tour préliminaire avancent au tour de qualification. Les 3 premières équipes du Groupe A et D avancent au Groupe E et les 3 premières équipes du Groupe B et C avancent au Groupe F.
Les équipes qui se sont affrontées au tour préliminaire ne s'affrontent pas au tour de qualification (le résultat du match préliminaire est conservé).

#### Groupe E
|            | PJ | V | D | N | BP | BC | Pts |
| ---------- | -- | - | - | - | -- | -- | --- |
| Canada     | 5  | 4 | 1 | 0 | 28 | 10 | 8   |
| Finlande   | 5  | 3 | 1 | 1 | 17 | 7  | 7   |
| États-Unis | 5  | 3 | 2 | 0 | 11 | 10 | 6   |
| Tchéquie   | 5  | 2 | 1 | 2 | 14 | 12 | 6   |
| Lettonie   | 5  | 1 | 3 | 1 | 7  | 23 | 3   |
| Norvège    | 5  | 0 | 5 | 0 | 5  | 20 | 0   |

| 12 mai, 2006 | République tchèque | 3-1 | Norvège | Riga Arena |

| Feuille de match | Feuille de match                                                     | Feuille de match | Feuille de match        | Feuille de match |
| ---------------- | -------------------------------------------------------------------- | ---------------- | ----------------------- | ---------------- |
|                  | J. Hlaváč 27 min 21 s J. Balaštík 38 min 31 s P. Tenkrát 58 min 26 s |                  | M. Ask 12 min 21 s (SN) |                  |
|                  |                                                                      |                  |                         |                  |
|                  |                                                                      |                  |                         |                  |
|                  |                                                                      |                  |                         |                  |

|  | Finlande | 4-0 | États-Unis | Riga Arena |

| Feuille de match | Feuille de match                                                                                    | Feuille de match | Feuille de match | Feuille de match |
| ---------------- | --------------------------------------------------------------------------------------------------- | ---------------- | ---------------- | ---------------- |
|                  | M. Koivu 11 min 13 s S. Bergenheim 26 min 1 s P. Nummelin 32 min 44 s (SN2) L. Kukkonen 54 min 27 s |                  |                  |                  |
|                  | |                  |                  |                  |
|                  | |                  |                  |                  |
|                  | |                  |                  |                  |

| 13 mai, 2006 | États-Unis | 4-2 | Lettonie | Riga Arena |

| Feuille de match | Feuille de match                                                                                         | Feuille de match | Feuille de match                                    | Feuille de match |
| ---------------- | --- | ---------------- | --------------------------------------------------- | ---------------- |
|                  | R. Malone 20 min 59 s D. Brown 34 min 29 s (SN) P. O'Sullivan 42 min 27 s (SN) R. Suter 49 min 50 s (SN) |                  | L. Dārziņš 22 min 12 s A. Semjonovs 41 min 0 s (SN) |                  |
|                  | |                  |                                                     |                  |
|                  | |                  |                                                     |                  |
|                  | |                  |                                                     |                  |

| 14 mai, 2006 | Norvège | 0-3 | Finlande | Riga Arena |

| Feuille de match | Feuille de match | Feuille de match | Feuille de match                                                         | Feuille de match |
| ---------------- | ---------------- | ---------------- | ------------------------------------------------------------------------ | ---------------- |
|                  |                  |                  | J. Hentunen 9 min 35 s J. Jokinen 33 min 30 s (SN) E. Pirnes 55 min 58 s |                  |
|                  |                  |                  |                                                                          |                  |
|                  |                  |                  |                                                                          |                  |
|                  |                  |                  |                                                                          |                  |

|  | Canada | 4-6 | République tchèque | Riga Arena |

| Feuille de match | Feuille de match                                                                           | Feuille de match | Feuille de match | Feuille de match |
| ---------------- | ------------------------------------------------------------------------------------------ | ---------------- | --- | ---------------- |
|                  | S. Robidas 15 min 44 s M. Richards 21 min 51 s D. Hamhuis 31 min 26 s S. Crosby 41 min 1 s |                  | P. Hubáček 6 min 34 s D. Výborný 8 min 6 s T. Plekanec 13 min 30 s Z. Irgl 35 min 4 s J. Balaštík 46 min 29 s M. Erat 53 min 39 s |                  |
|                  |                                                                                            |                  | |                  |
|                  |                                                                                            |                  | |                  |
|                  |                                                                                            |                  | |                  |

| 15 mai, 2006 | Finlande | 2-4 | Canada | Riga Arena |

| Feuille de match | Feuille de match                                  | Feuille de match | Feuille de match                                                                                      | Feuille de match |
| ---------------- | ------------------------------------------------- | ---------------- | --- | ---------------- |
|                  | M. Koivu 18 min 15 s P. Nummelin 50 min 46 s (SN) |                  | P. Bergeron 5 min 58 s (SN) J. Carter 16 min 57 s (DN) J. Carter 26 min 33 s (DN) B.Boyes 51 min 36 s |                  |
|                  |                                                   |                  | |                  |
|                  |                                                   |                  | |                  |
|                  |                                                   |                  | |                  |

| 16 mai, 2006 | République tchèque | 1-3 | États-Unis | Riga Arena |

| Feuille de match | Feuille de match        | Feuille de match | Feuille de match                                                | Feuille de match |
| ---------------- | ----------------------- | ---------------- | --------------------------------------------------------------- | ---------------- |
|                  | Z. Michálek 27 min 25 s |                  | R. Malone 13 min 3 s M. Cullen 19 min 43 s D. Brown 47 min 25 s |                  |
|                  |                         |                  |                                                                 |                  |
|                  |                         |                  |                                                                 |                  |
|                  |                         |                  |                                                                 |                  |

|  | Lettonie | 4-2 | Norvège | Riga Arena |

| Feuille de match | Feuille de match                                                                                   | Feuille de match | Feuille de match                                  | Feuille de match |
| ---------------- | -------------------------------------------------------------------------------------------------- | ---------------- | ------------------------------------------------- | ---------------- |
|                  | A. Rekis 6 min 44 s (SN) V. Blinovs 8 min 34 s L. Dārziņš 36 min 2 s A. Semjonovs 53 min 16 s (SN) |                  | P. Skroder 30 min 58 s (SN) K. Nygard 59 min 34 s |                  |
|                  | |                  |                                                   |                  |
|                  | |                  |                                                   |                  |
|                  | |                  |                                                   |                  |

#### Groupe F
|             | PJ | V | D | N | BP | BC | Pts |
| ----------- | -- | - | - | - | -- | -- | --- |
| Russie      | 5  | 4 | 0 | 1 | 22 | 11 | 9   |
| Suède       | 5  | 2 | 1 | 2 | 17 | 15 | 6   |
| Biélorussie | 5  | 3 | 2 | 0 | 15 | 10 | 6   |
| Slovaquie   | 5  | 2 | 2 | 1 | 19 | 10 | 5   |
| Suisse      | 5  | 1 | 2 | 2 | 12 | 15 | 4   |
| Ukraine     | 5  | 0 | 5 | 0 | 4  | 29 | 0   |

| 11 mai, 2006 | Russie | 6-0 | Ukraine | Riga Arena |

| Feuille de match | Feuille de match | Feuille de match | Feuille de match | Feuille de match |
| ---------------- | --- | ---------------- | ---------------- | ---------------- |
|                  | M. Souchinski 16 min 6 s (SN) M. Souchinski 41 min 3 s (SN) A. Ovetchkine 46 min 6 s D. Kouliach 48 min 19 s (SN2) S. Moziakine 53 min 47 s I. Grigorenko 57 min 3 s (SN) |                  |                  |                  |
|                  | |                  |                  |                  |
|                  | |                  |                  |                  |
|                  | |                  |                  |                  |

| 12 mai, 2006 | Suisse | 2-2 | Slovaquie | Skonto Arena |

| Feuille de match | Feuille de match                                   | Feuille de match | Feuille de match                              | Feuille de match |
| ---------------- | -------------------------------------------------- | ---------------- | --------------------------------------------- | ---------------- |
|                  | M. Reichert 49 min 50 s (SN) S. Jeannin 58 min 4 s |                  | M. Cibak 14 min 18 s D. Milo 31 min 33 s (SN) |                  |
|                  |                                                    |                  |                                               |                  |
|                  |                                                    |                  |                                               |                  |
|                  |                                                    |                  |                                               |                  |

|  | Suède | 4-1 | Biélorussie | Skonto Arena |

| Feuille de match | Feuille de match                                                                                     | Feuille de match | Feuille de match              | Feuille de match |
| ---------------- | --- | ---------------- | ----------------------------- | ---------------- |
|                  | M. Nylander 4 min 10 s (SN) J. Nordqvist 7 min 18 s M. Johansson 16 min 40 s P. Hallberg 18 min 58 s |                  | S. Zadelenov 49 min 14 s (SN) |                  |
|                  | |                  |                               |                  |
|                  | |                  |                               |                  |
|                  | |                  |                               |                  |

| 13 mai, 2006 | Biélorussie | 9-1 | Ukraine | Skonto Arena |

| Feuille de match | Feuille de match | Feuille de match | Feuille de match     | Feuille de match |
| ---------------- | --- | ---------------- | -------------------- | ---------------- |
|                  | M. Grabovski 10 min 36 s (SN) V. Kostyuchenok 22 min 11 s (SN) O. Antonenko 22 min 37 s M. Grabovski 35 min 47 s (SN) D. Dudik 45 min 6 s A. Skabelka 46 min 17 s (SN2) V. Kopat 56 min 40 s M. Grabovski 57 min 26 s D. Dudik 57 min 48 s (SN) |                  | I. Gunko 39 min 47 s |                  |
|                  | |                  |                      |                  |
|                  | |                  |                      |                  |
|                  | |                  |                      |                  |

| 14 mai, 2006 | Russie | 6-3 | Suisse | Skonto Arena |

| Feuille de match | Feuille de match | Feuille de match | Feuille de match                                                            | Feuille de match |
| ---------------- | --- | ---------------- | --------------------------------------------------------------------------- | ---------------- |
|                  | D. Zaripov 13 min 55 s D. Arkhipov 22 min 26 s D. Bykov 40 min 51 s (SN) I. Nikouline 42 min 38 s (SN) N. Kouliomine 57 min 25 s E. Malkine 59 min 45 s |                  | T. Paterlini 22 min 36 s B. Forster 32 min 33 s G. Bezina 45 min 17 s (SN2) |                  |
|                  | |                  |                                                                             |                  |
|                  | |                  |                                                                             |                  |
|                  | |                  |                                                                             |                  |

|  | Slovaquie | 5-2 | Suède | Skonto Arena |

| Feuille de match | Feuille de match | Feuille de match | Feuille de match                                      | Feuille de match |
| ---------------- | --- | ---------------- | ----------------------------------------------------- | ---------------- |
|                  | Marian Hossa 1 min 45 s M. Cibak 8 min 57 s (SN) R. Vydareny 21 min 57 s (SN) Marcel Hossa 26 min 22 s (SN) A. Kollar 46 min 33 s (DN) |                  | M. Johansson 22 min 20 s A. Karlsson 23 min 29 s (SN) |                  |
|                  | |                  |                                                       |                  |
|                  | |                  |                                                       |                  |
|                  | |                  |                                                       |                  |

| 15 mai, 2006 | Suède | 3-3 | Russie | Skonto Arena |

| Feuille de match | Feuille de match                                                                    | Feuille de match | Feuille de match                                                      | Feuille de match |
| ---------------- | ----------------------------------------------------------------------------------- | ---------------- | --------------------------------------------------------------------- | ---------------- |
|                  | M. Samuelsson 7 min 33 s (SN) M. Samuelsson 20 min 14 s (SN) J. Jönsson 22 min 58 s |                  | A. Ovetchkine 1 min 22 s A. Mikhnov 11 min 28 s (SN) A. Mikhnov 55.47 |                  |
|                  |                                                                                     |                  |                                                                       |                  |
|                  |                                                                                     |                  |                                                                       |                  |
|                  |                                                                                     |                  |                                                                       |                  |

| 16 mai, 2006 | Suisse | 1-2 | Biélorussie | Skonto Arena |

| Feuille de match | Feuille de match     | Feuille de match | Feuille de match                               | Feuille de match |
| ---------------- | -------------------- | ---------------- | ---------------------------------------------- | ---------------- |
|                  | M. Plüss 48 min 17 s |                  | A. Skabelka 9 min 4 s S. Zadelenov 29 min 58 s |                  |
|                  |                      |                  |                                                |                  |
|                  |                      |                  |                                                |                  |
|                  |                      |                  |                                                |                  |

|  | Ukraine | 0-8 | Slovaquie | Skonto Arena |

| Feuille de match | Feuille de match | Feuille de match | Feuille de match | Feuille de match |
| ---------------- | ---------------- | ---------------- | --- | ---------------- |
|                  |                  |                  | R. Kapuš 12 min 52 s D. Milo 21 min 36 s M. Štrbák 25 min 11 s (SN) M. Kovacik 35 min 46 s M. Bartovič 36 min 58 s R. Kapuš 44 min 25 s M. Hudec 49 min 19 s (SN) M. Jurčina 58 min 25 s (SN) |                  |
|                  |                  |                  | |                  |
|                  |                  |                  | |                  |
|                  |                  |                  | |                  |

### Tour final
|  | Quarts de finale   | Quarts de finale   | Quarts de finale | Quarts de finale |                    |                    | Demi-finales | Demi-finales | Demi-finales | Demi-finales |  |  | Finale | Finale | Finale | Finale |
|  |                    |                    |                  |                  |                    |                    |              |              |              |              |  |  |        |        |        |        |
|  |                    |                    |                  |                  |                    |                    |              |              |              |              |  |  |        |        |        |        |
|  |                    |                    |                  |                  |                    |                    |              |              |              |              |  |  |        |        |        |        |
|  | Russie             | Russie             | 3                | 3                |                    |                    |              |              |              |              |  |  |        |        |        |        |
|  | Russie             | Russie             | 3                | 3                |                    |                    |              |              |              |              |  |  |        |        |        |        |
|  | République tchèque | République tchèque | 4                | 4                |                    |                    |              |              |              |              |  |  |        |        |        |        |
|  | République tchèque | République tchèque | 4                | 4                | République tchèque | République tchèque | 3            | 3            |              |              |  |  |        |        |        |        |
|  |                    |                    |                  |                  | République tchèque | République tchèque | 3            | 3            |              |              |  |  |        |        |        |        |
|  |                    |                    | Finlande         | Finlande         | 1                  | 1                  |              |              |              |              |  |  |        |        |        |        |
|  | Finlande           | Finlande           | Finlande         | Finlande         | 1                  | 1                  | 3            | 3            |              |              |  |  |        |        |        |        |
|  | Finlande           | Finlande           |                  |                  |                    |                    |              | 3            |              |              |  |  |        |        |        |        |
|  | Biélorussie        | Biélorussie        | 0                | 0                |                    |                    |              |              |              |              |  |  |        |        |        |        |
|  | Biélorussie        | Biélorussie        | 0                | 0                | République tchèque | République tchèque | 0            | 0            |              |              |  |  |        |        |        |        |
|  |                    |                    |                  |                  | République tchèque | République tchèque | 0            | 0            |              |              |  |  |        |        |        |        |
|  |                    |                    | Suède            | Suède            | 4                  | 4                  |              |              |              |              |  |  |        |        |        |        |
|  | Suède              | Suède              | Suède            | Suède            | 4                  | 4                  | 6            | 6            |              |              |  |  |        |        |        |        |
|  | Suède              | Suède              |                  |                  |                    |                    |              |              |              |              |  |  |        |        |        |        |
|  | États-Unis         | États-Unis         | 0                | 0                |                    |                    |              |              |              |              |  |  |        |        |        |        |
|  | États-Unis         | États-Unis         | 0                | 0                | Suède              | Suède              | 5            | 5            |              |              |  |  |        |        |        |        |
|  |                    |                    |                  |                  | Suède              | Suède              | 5            | 5            |              |              |  |  |        |        |        |        |
|  |                    |                    | Canada           | Canada           | 4                  | 4                  |              |              |              |              |  |  |        |        |        |        |
|  | Canada             | Canada             | Canada           | Canada           | 4                  | 4                  | 4            | 4            |              |              |  |  |        |        |        |        |
|  | Canada             | Canada             |                  |                  |                    |                    |              | 4            |              |              |  |  |        |        |        |        |
|  | Slovaquie          | Slovaquie          | 1                | 1                |                    |                    |              |              |              |              |  |  |        |        |        |        |
|  | Slovaquie          | Slovaquie          | 1                | 1                |                    |                    |              |              |              |              |  |  |        |        |        |        |
|  |                    |                    |                  |                  |                    |                    |              |              |              |              |  |  |        |        |        |        |

#### Quarts de finale
| 17 mai, 2006 | Suède | 6-0 | États-Unis | Riga Arena |

| Feuille de match | Feuille de match | Feuille de match | Feuille de match | Feuille de match |
| ---------------- | --- | ---------------- | ---------------- | ---------------- |
|                  | M. Hannula 2 min 48 s M. Hannula 15 min 40 s M. Samuelsson 25 min 51 s K. Jönsson 35 min 34 s (SN) M. Hannula 48 min 41 s A. Karlsson 58 min 36 s (SN) |                  |                  |                  |
|                  | |                  |                  |                  |
|                  | |                  |                  |                  |
|                  | |                  |                  |                  |

|  | Canada | 4-1 | Slovaquie | Riga Arena |

| Feuille de match | Feuille de match                                                                              | Feuille de match | Feuille de match    | Feuille de match |
| ---------------- | --------------------------------------------------------------------------------------------- | ---------------- | ------------------- | ---------------- |
|                  | M. Cammalleri 34 min 35 s P. Bergeron 52 min 53 s S. Crosby 54 min 23 s J. Carter 54 min 32 s |                  | D. Milo 17 min 31 s |                  |
|                  |                                                                                               |                  |                     |                  |
|                  |                                                                                               |                  |                     |                  |
|                  |                                                                                               |                  |                     |                  |

| 18 mai, 2006 | Russie | 3-4 | République tchèque | Riga Arena |

| Feuille de match | Feuille de match                                                         | Feuille de match | Feuille de match                                                                                     | Feuille de match |
| ---------------- | ------------------------------------------------------------------------ | ---------------- | --- | ---------------- |
|                  | A. Ovetchkine 2 min 30 s S. Moziakine 45 min 10 s A. Mikhnov 58 min 55 s |                  | T. Kaberle 25 min 45 s (SN) J. Hlinka 43 min 49 s (SN) P. Stefan 47 min 6 s (SN) Z. Irgl 67 min 58 s |                  |
|                  |                                                                          |                  | |                  |
|                  |                                                                          |                  | |                  |
|                  |                                                                          |                  | |                  |

|  | Finlande | 3-0 | Biélorussie | Riga Arena |

| Feuille de match | Feuille de match                                                        | Feuille de match | Feuille de match | Feuille de match |
| ---------------- | ----------------------------------------------------------------------- | ---------------- | ---------------- | ---------------- |
|                  | R. Hahl 9 min 24 s V. Peltonen 43 min 58 s O. Jokinen 54 min 48 s (SN2) |                  |                  |                  |
|                  |                                                                         |                  |                  |                  |
|                  |                                                                         |                  |                  |                  |
|                  |                                                                         |                  |                  |                  |

#### Demi-finales
| 20 mai, 2006 | Finlande | 1-3 | République tchèque | Riga Arena |

| Feuille de match | Feuille de match  | Feuille de match | Feuille de match                                                                   | Feuille de match |
| ---------------- | ----------------- | ---------------- | ---------------------------------------------------------------------------------- | ---------------- |
|                  | R. Hahl 8 min 3 s |                  | T. Plekanec 28 min 21 s (DN) D. Výborný 56 min 17 s (SN) J. Hlinka 59 min 14 s(EN) |                  |
|                  |                   |                  |                                                                                    |                  |
|                  |                   |                  |                                                                                    |                  |
|                  |                   |                  |                                                                                    |                  |

|  | Canada | 4-5 | Suède | Riga Arena |

| Feuille de match | Feuille de match                                                                                   | Feuille de match | Feuille de match | Feuille de match |
| ---------------- | -------------------------------------------------------------------------------------------------- | ---------------- | --- | ---------------- |
|                  | K. Calder 8 min 11 s M. Comrie 16 min 38 s (SN) S. Crosby 39 min 25 s P. Bergeron 43 min 48 s (SN) |                  | N. Kronwall 1 min 27 s J. Jönsson 4 min 11 s (SN) T. Mårtensson 11 min 52 s M. Samuelsson 21 min 33 s J. Nordqvist22 min 41 s |                  |
|                  | |                  | |                  |
|                  | |                  | |                  |
|                  | |                  | |                  |

#### Médaille de Bronze
|  | Finlande | 5-0 | Canada | Riga Arena |

| Feuille de match | Feuille de match | Feuille de match | Feuille de match | Feuille de match |
| ---------------- | --- | ---------------- | ---------------- | ---------------- |
|                  | T. Kallio 4 min 6 s (SN) O. Jokinen 25 min 20 s(SN) R. Hahl 36 min 18 s A. Miettinen 42 min 55 s J. Jokinen 53 min 56 s (SN2) |                  |                  |                  |
|                  | |                  |                  |                  |
|                  | |                  |                  |                  |
|                  | |                  |                  |                  |

#### Médaille d'Or
| 21 mai, 2006 | République tchèque | 0-4 | Suède | Riga Arena |

| Feuille de match | Feuille de match | Feuille de match | Feuille de match                                                                                 | Feuille de match |
| ---------------- | ---------------- | ---------------- | ------------------------------------------------------------------------------------------------ | ---------------- |
|                  |                  |                  | J. Mattsson 14 min 36 s F. Emwall 15 min 13 s N. Kronwall 24 min 7 s J. Jönsson 37 min 1 s (SN2) |                  |
|                  |                  |                  |                                                                                                  |                  |
|                  |                  |                  |                                                                                                  |                  |
|                  |                  |                  |                                                                                                  |                  |

### Tour de relégation
Le tour de relégation est composé des 4 dernières équipes des groupes A à D. Elles s'affrontent en tournoi à la ronde et les 2 dernières équipes sont renvoyées en Division I pour le prochain championnat du monde.
|            | PJ | V | D | N | BP | BC | PTS |
| ---------- | -- | - | - | - | -- | -- | --- |
| Danemark   | 3  | 2 | 0 | 1 | 11 | 5  | 5   |
| Italie     | 3  | 1 | 1 | 1 | 6  | 10 | 3   |
| Kazakhstan | 3  | 1 | 2 | 0 | 9  | 6  | 2   |
| Slovénie   | 3  | 0 | 1 | 2 | 6  | 11 | 2   |

La Slovénie et le Kazakhstan sont relégués en Division I pour le championnat du monde de hockey sur glace 2007.
| 12 mai, 2006 | Slovénie | 3-3 | Danemark | Riga Arena |

| Feuille de match | Feuille de match                                                                 | Feuille de match | Feuille de match                                                               | Feuille de match |
| ---------------- | -------------------------------------------------------------------------------- | ---------------- | ------------------------------------------------------------------------------ | ---------------- |
|                  | T. Razingar 24 min 50 s (SN) A. Kranjc 40 min 23 s (SN) Mitja Sotlar 57 min 59 s |                  | M. Dahlmann 1 min 38 s (SN) K. Staal 8 min 43 s (SN) K. Staal 25 min 12 s (PS) |                  |
|                  |                                                                                  |                  |                                                                                |                  |
|                  |                                                                                  |                  |                                                                                |                  |
|                  |                                                                                  |                  |                                                                                |                  |

|  | Italie | 3-2 | Kazakhstan | Skonto Arena |

| Feuille de match | Feuille de match                                                             | Feuille de match | Feuille de match                                              | Feuille de match |
| ---------------- | ---------------------------------------------------------------------------- | ---------------- | ------------------------------------------------------------- | ---------------- |
|                  | G. Busillo 5 min 30 s (SN) G. Busillo 44 min 55 s A. Helfer 50 min 16 s (SN) |                  | A. Samokhvalov 28 min 24 s (SN) T. Zhailauov 33 min 35 s (SN) |                  |
|                  |                                                                              |                  |                                                               |                  |
|                  |                                                                              |                  |                                                               |                  |
|                  |                                                                              |                  |                                                               |                  |

| 13 mai, 2006 | Kazakhstan | 5-0 | Slovénie | Riga Arena |

| Feuille de match | Feuille de match | Feuille de match | Feuille de match | Feuille de match |
| ---------------- | --- | ---------------- | ---------------- | ---------------- |
|                  | R. Startchenko 6 min 9 s A. Pchelyakov 7 min 48 s A. Litvinenko 27 min 10 s (SN) R. Startchenko 29 min 56 s V. Krasnoslabotsev 32 min 11 s |                  |                  |                  |
|                  | |                  |                  |                  |
|                  | |                  |                  |                  |
|                  | |                  |                  |                  |

|  | Italie | 0-5 | Danemark | Skonto Arena |

| Feuille de match | Feuille de match | Feuille de match | Feuille de match | Feuille de match |
| ---------------- | ---------------- | ---------------- | --- | ---------------- |
|                  |                  |                  | M. Bødker 4 min 16 s K. Staal 37 min 19 s (SN) F. Nielsen 49 min 46 s F. Nielsen 55 min 23 s (SN) J. Damgaard 59 min 50 s (SN2) |                  |
|                  |                  |                  | |                  |
|                  |                  |                  | |                  |
|                  |                  |                  | |                  |

| 15 mai, 2006 | Slovénie | 3-3 | Italie | Riga Arena |

| Feuille de match | Feuille de match                                                      | Feuille de match | Feuille de match                                                          | Feuille de match |
| ---------------- | --------------------------------------------------------------------- | ---------------- | ------------------------------------------------------------------------- | ---------------- |
|                  | A. Kranjc 5 min 1 s (SN) A. Kopitar 22 min 3 s D. Kontrec 25 min 25 s |                  | L. Ansoldi 27 min 26 s L. Ansoldi 44 min 35 s M. Strazzabosco 58 min 21 s |                  |
|                  |                                                                       |                  |                                                                           |                  |
|                  |                                                                       |                  |                                                                           |                  |
|                  |                                                                       |                  |                                                                           |                  |

|  | Danemark | 3-2 | Kazakhstan | Skonto Arena |

| Feuille de match | Feuille de match                                                                   | Feuille de match | Feuille de match                                  | Feuille de match |
| ---------------- | ---------------------------------------------------------------------------------- | ---------------- | ------------------------------------------------- | ---------------- |
|                  | C. Kjaergaard 13 min 27 s (SN) J. Hansen 34 min 17 s J. Damgaard 57 min 26 s (SN2) |                  | I. Pupkov 34 min 46 s (SN) A. Argokov 59 min 40 s |                  |
|                  |                                                                                    |                  |                                                   |                  |
|                  |                                                                                    |                  |                                                   |                  |
|                  |                                                                                    |                  |                                                   |                  |

### Meilleurs pointeurs
| Joueur                 | Joueur               | PJ | B | A  | Pts | +/- | MP |
| ---------------------- | -------------------- | -- | - | -- | --- | --- | -- |
| Drapeau du Canada      | Sidney Crosby        | 9  | 8 | 8  | 16  | +7  | 10 |
| Drapeau du Canada      | Patrice Bergeron     | 9  | 6 | 8  | 14  | +5  | 2  |
| Drapeau de la Finlande | Petteri Nummelin     | 9  | 3 | 11 | 14  | -1  | 2  |
| Drapeau de la Suède    | Niklas Kronwall      | 8  | 2 | 8  | 10  | +3  | 10 |
| Drapeau de la Russie   | Aleksandr Ovetchkine | 7  | 6 | 3  | 9   | +6  | 6  |
|                        | Mikhaïl Grabovski    | 7  | 5 | 4  | 9   | +2  | 2  |
| Drapeau de la Suède    | Andreas Karlsson     | 9  | 5 | 4  | 9   | 0   | 6  |
| Drapeau de la Suède    | Mikael Samuelsson    | 8  | 4 | 5  | 9   | +7  | 4  |
| Drapeau de la Slovénie | Anže Kopitar         | 6  | 3 | 6  | 9   | -2  | 2  |
| Drapeau de la Russie   | Ievgueni Malkine     | 7  | 3 | 6  | 9   | +7  | 6  |

### Meilleurs joueurs du tournoi
- Niklas Kronwall de l'équipe de Suède a été élu MVP du tournoi
- Johan Holmqvist de l'équipe de Suède a été élu meilleur gardien du tournoi
- Niklas Kronwall de l'équipe de Suède a été élu meilleur défenseur du tournoi
- Sidney Crosby de l'équipe de Canada a été élu meilleur attaquant du tournoi
- Meilleure équipe du tournoi (élue par les médias) :
  - Gardien : Andreï Mezine (BLR)
  - Défenseurs : Petteri Nummelin (FIN) - Niklas Kronwall (SWE)
  - Attaquants : Sidney Crosby (CAN) - David Výborný (CZE) - Aleksandr Ovetchkine (RUS)

### Médaille d'or: Suède
| Gardiens de but : | #1 Stefan Liv - #30 Johan Holmqvist - #34 Daniel Henriksson |
| Défenseurs :      | #3 Mattias Timander - #6 Magnus Johansson - #7 Niklas Kronwall - #18 Per Hållberg - #23 Ronnie Sundin - #25 Andreas Holmqvist - #29 Kenny Jönsson |
| Attaquants :      | #9 Tony Mårtensson - #11 Jesper Mattsson - #16 Jonas Nordqvist - #17 Mathias Johansson - #19 Nicklas Bäckström - #20 Joel Lundqvist - #24 Andreas Karlsson - #31 Björn Melin - #33 Fredrik Emwall - #37 Mikael Samuelsson - #39 Johan Franzén - #40 Henrik Zetterberg - #51 Mika Hannula - #72 Jörgen Jönsson - #92 Michael Nylander |
| Entraîneur :      | Bengt-Åke Gustafsson |

### Médaille d'argent: République tchèque
| Gardiens de but : | #33 Milan Hnilička - #31 Adam Svoboda - #42 Tomáš Pöpperle |
| Défenseurs :      | #15 Tomáš Kaberle - #4 Zbyněk Michálek - #2 Lukáš Krajíček - #41 Martin Škoula - #35 Jan Hejda - #80 Zdeněk Kutlák - #5 Martin Richter |
| Attaquants :      | #27 Jan Hlaváč - #9 David Výborný - #91 Martin Erat - #14 Tomáš Plekanec - #38 Jan Bulis - #62 Petr Tenkrát - #10 Petr Hubáček - #17 Jaroslav Hlinka - #25 Jaroslav Bednář - #40 Jaroslav Balaštík - #53 Ivo Prorok - #60 Tomáš Rolinek - #77 Patrik Štefan - #24 Zbyněk Irgl |
| Entraîneur :      | Alois Hadamczik, Josef Paleček, František Musil |

## Division I
Le tournoi Division I est divisé en deux groupes. Dans chaque groupe, les équipes s'affrontent une fois chacune et les équipes qui finissent premières de chaque groupe accèdent au tournoi élite, l'année suivante. Les équipes arrivées dernières sont elles reléguées en Division II.

### Groupe A

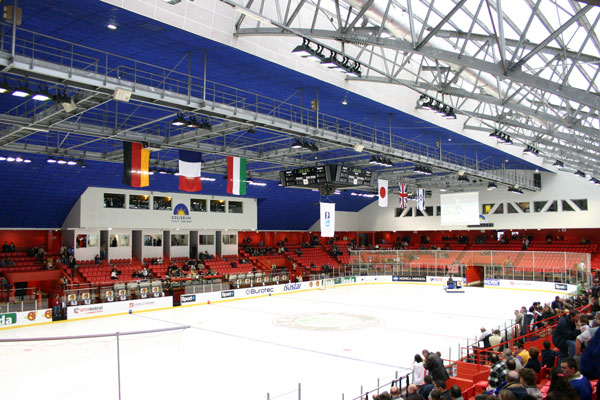
Championnat du Monde Division 1 à Amiens

Le tournoi Division I, Groupe A fut disputé à Amiens en France, du 24 au 30 avril.
|                 | PJ | V | D | N | BP | BC | PTS |
| --------------- | -- | - | - | - | -- | -- | --- |
| Allemagne       | 5  | 5 | 0 | 0 | 34 | 4  | 10  |
| France          | 5  | 3 | 1 | 1 | 17 | 9  | 7   |
| Japon           | 5  | 3 | 2 | 0 | 18 | 14 | 6   |
| Hongrie         | 5  | 2 | 2 | 1 | 20 | 18 | 5   |
| Grande-Bretagne | 5  | 1 | 4 | 0 | 17 | 17 | 2   |
| Israël          | 5  | 0 | 5 | 0 | 3  | 47 | 0   |

### Scores
| Équipe          | FRA | GB   | GER  | HON | ISR  | JPN |
| --------------- | --- | ---- | ---- | --- | ---- | --- |
| France          |     | 1-0  | 0-5  | 3-3 | 9-0  | 4-1 |
| Grande-Bretagne | 0-1 |      | 0-8  | 3-4 | 12-0 | 2-4 |
| Allemagne       | 5-0 | 8-0  |      | 6-2 | 11-2 | 4-0 |
| Hongrie         | 3-3 | 4-3  | 2-6  |     | 8-0  | 3-6 |
| Israël          | 0-9 | 0-12 | 2-11 | 0-8 |      | 1-7 |
| Japon           | 1-4 | 4-2  | 0-4  | 6-3 | 7-1  |     |

### Groupe B
Le tournoi Division I, Groupe B fut disputé à Tallinn en Estonie, du 23 au 29 avril.
|          | PJ | V | D | N | BP | BC | PTS |
| -------- | -- | - | - | - | -- | -- | --- |
| Autriche | 5  | 5 | 0 | 0 | 27 | 9  | 10  |
| Lituanie | 5  | 3 | 1 | 1 | 24 | 14 | 7   |
| Pologne  | 5  | 3 | 2 | 0 | 19 | 10 | 6   |
| Estonie  | 5  | 2 | 3 | 0 | 19 | 21 | 4   |
| Pays-Bas | 5  | 1 | 3 | 1 | 13 | 24 | 3   |
| Croatie  | 5  | 0 | 5 | 0 | 11 | 35 | 0   |

### Scores
| Équipes  | AUT | CRO | EST | LTU | NED | POL |
| -------- | --- | --- | --- | --- | --- | --- |
| Autriche |     | 6-0 | 3-1 | 5-3 | 8-2 | 5-3 |
| Croatie  | 0-6 |     | 6-8 | 3-9 | 1-5 | 1-7 |
| Estonie  | 1-3 | 8-6 |     | 2-7 | 7-2 | 1-3 |
| Lituanie | 3-5 | 9-3 | 7-2 |     | 3-3 | 2-1 |
| Pays-Bas | 2-8 | 5-1 | 2-7 | 3-3 |     | 1-5 |
| Pologne  | 3-5 | 7-1 | 3-1 | 1-2 | 5-1 |     |

### Bilan
L'Autriche et l'Allemagne sont promus en groupe élite au Championnat du monde de hockey sur glace 2007, tandis que la Croatie et Israël sont relégués en Division II.

## Division II

### Groupe A
Le tournoi Division II, Groupe A fut disputé à Sofia en Bulgarie, du 27 mars au 4 avril.
|                      | PJ | V | D | N | BP | BC | Pts |
| -------------------- | -- | - | - | - | -- | -- | --- |
| Roumanie             | 5  | 5 | 0 | 0 | 59 | 9  | 10  |
| Bulgarie             | 5  | 3 | 1 | 1 | 25 | 17 | 7   |
| Belgique             | 5  | 2 | 1 | 2 | 19 | 10 | 6   |
| Serbie-et-Monténégro | 5  | 2 | 2 | 1 | 23 | 23 | 5   |
| Espagne              | 5  | 1 | 4 | 0 | 10 | 30 | 2   |
| Afrique du Sud       | 5  | 0 | 5 | 0 | 12 | 59 | 0   |

### Scores
| Équipe               | BEL | BUL  | ESP  | ROU  | RSA  | SCG  |
| -------------------- | --- | ---- | ---- | ---- | ---- | ---- |
| Belgique             |     | 4-4  | 4-0  | 2-4  | 7-0  | 2-2  |
| Bulgarie             | 4-4 |      | 3-1  | 0-9  | 14-1 | 4-2  |
| Espagne              | 0-4 | 1-3  |      | 3-16 | 5-3  | 1-4  |
| Roumanie             | 4-2 | 9-0  | 16-3 |      | 19-3 | 11-1 |
| Afrique du Sud       | 0-7 | 1-14 | 3-5  | 3-19 |      | 5-14 |
| Serbie-et-Monténégro | 2-2 | 2-4  | 4-1  | 1-11 | 14-5 |      |

### Groupe B
Le tournoi Division II, Groupe B fut disputé à Auckland en Nouvelle-Zélande, du 3 au 9 avril.
|                  | PJ | V | D | N | BP | BC | Pts |
| ---------------- | -- | - | - | - | -- | -- | --- |
| Chine            | 5  | 4 | 0 | 1 | 34 | 11 | 9   |
| Corée du Sud     | 5  | 4 | 1 | 0 | 35 | 12 | 8   |
| Australie        | 5  | 3 | 1 | 1 | 27 | 14 | 7   |
| Corée du Nord    | 5  | 2 | 3 | 0 | 10 | 24 | 4   |
| Mexique          | 5  | 1 | 4 | 0 | 9  | 34 | 2   |
| Nouvelle-Zélande | 5  | 0 | 5 | 0 | 6  | 26 | 0   |

### Scores
| Équipe           | AUS | CHN  | KOR  | MEX  | NZL | PRK  |
| ---------------- | --- | ---- | ---- | ---- | --- | ---- |
| Australie        |     | 5-5  | 2-4  | 9-2  | 6-2 | 5-1  |
| Chine            | 5-5 |      | 6-3  | 4-1  | 5-0 | 14-2 |
| Corée du Sud     | 4-2 | 3-6  |      | 15-2 | 8-1 | 5-1  |
| Mexique          | 2-9 | 1-4  | 2-15 |      | 4-3 | 0-3  |
| Nouvelle-Zélande | 2-6 | 0-5  | 1-8  | 3-4  |     | 0-3  |
| Corée du Nord    | 1-5 | 2-14 | 1-5  | 3-0  | 3-0 |      |

### Bilan
La Chine et la Roumanie sont promus en Division I, La Nouvelle-Zélande et l'Afrique du Sud sont relégués en Division III.

## Division III
Le tournoi Division III fut disputé à Reykjavik en Islande, du 24 au 29 avril.
|            | PJ | V | D | N | BP | BC | Pts |
| ---------- | -- | - | - | - | -- | -- | --- |
| Islande    | 4  | 4 | 0 | 0 | 27 | 6  | 8   |
| Turquie    | 4  | 2 | 1 | 1 | 18 | 16 | 5   |
| Arménie    | 4  | 2 | 0 | 2 | 23 | 19 | 4   |
| Irlande    | 4  | 1 | 1 | 2 | 5  | 17 | 3   |
| Luxembourg | 4  | 0 | 0 | 4 | 11 | 26 | 0   |

L'Islande est promue dans le groupe II